# Порталегре
Портале́гре (порт. Portalegre; МФА: [puɾ.tɐ.ˈɫe.gɾɨ], Пуртале́гри, «радісний порт») — муніципалітет і місто в Португалії, в окрузі Порталегре. Адміністративний центр округу.  Розташований у східній частині країни, на теренах історичної португальської провінції Алентежу. Належить до Порталегрівсько-Каштелу-Бранківської діоцезії Католицької церкви в Португалії. Права міського самоврядування має з 1259 року. Поділяється на 7 парафій. За адміністративним поділом, чинним до 1976 року, був складовою провінції Верхнє Алентежу. Площа муніципалітету — 447,14 км², населення муніципалітету — 24930 ос. (2011); густота населення — 55,75 осіб/км²
. Патрон — святий Антоній. Святковий день муніципалітету — 23 травня. Поштовий індекс — 7300.  Код місцевої адміністративної одиниці — 1214. Складова статистичного регіону Алентежу.

## Географія
Порталегре розташоване на сході Португалії, на сході округу Порталегре, на португальсько-іспанському кордоні.
Порталегре межує на півночі з муніципалітетом Каштелу-де-Віде, на північному сході — з муніципалітетом Марван, на сході — з Іспанією, на півдні — з муніципалітетами Арроншеш і Монфорте, на заході — з муніципалітетом Крату.

## Історія
1259 року португальський король Афонсу III надав Порталегре форал, яким визнав за поселенням статус містечка та муніципальні самоврядні права.

## Населення
| Кількість мешканців | Кількість мешканців | Кількість мешканців | Кількість мешканців | Кількість мешканців | Кількість мешканців | Кількість мешканців | Кількість мешканців | Кількість мешканців | Кількість мешканців | Кількість мешканців | Кількість мешканців | Кількість мешканців | Кількість мешканців | Кількість мешканців | Кількість мешканців |
| ------------------- | ------------------- | ------------------- | ------------------- | ------------------- | ------------------- | ------------------- | ------------------- | ------------------- | ------------------- | ------------------- | ------------------- | ------------------- | ------------------- | ------------------- | ------------------- |
| 1864                | 1878                | 1890                | 1900                | 1911                | 1920                | 1930                | 1940                | 1950                | 1960                | 1970                | 1981                | 1991                | 2001                | 2011                |                     |
| 13 633              | 14 769              | 16 908              | 18 711              | 21 358              | 21 328              | 23 922              | 25 815              | 28 074              | 28 384              | 25 800              | 27 313              | 26 111              | 25 980              | 24 930              |                     |